# ウィリアム・パーマー (第2代セルボーン伯爵)

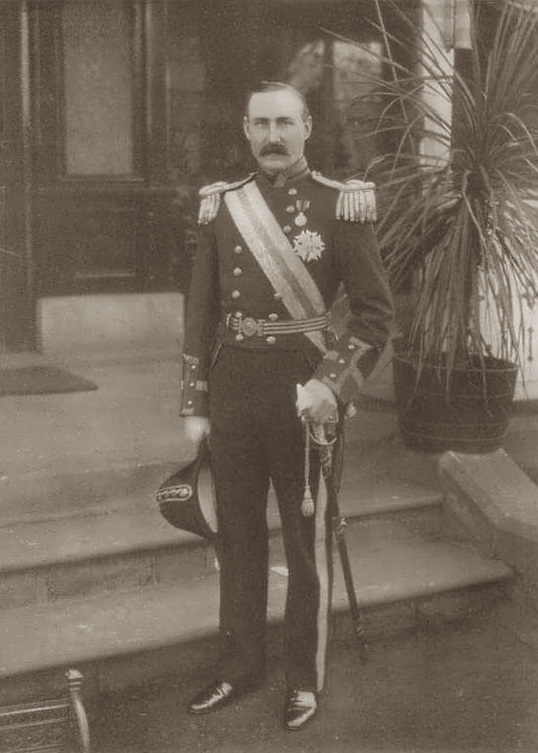
第2代セルボーン伯爵、『ザ・スケッチ』1905年6月28日号より。

第2代セルボーン伯爵ウィリアム・ウォルドグレイヴ・パーマー（英語: William Waldegrave Palmer, 2nd Earl of Selborne KG GCMG PC、1859年10月17日 – 1942年2月26日）は、イギリスの貴族、政治家、植民地官僚。本国では庶民院議員、植民地省政務次官、海軍卿、農漁庁長官を、植民地ではオレンジ川植民地総督、トランスヴァール植民地総督、南アフリカ高等弁務官を務めた。イギリスの首相第3代ソールズベリー侯爵ロバート・ガスコイン＝セシルの娘婿であり、政界では最初自由党に属したが、1886年に自由統一党に移り、以降常に保守党に同調した。海軍卿としてはサー・ジョン・フィッシャーを起用して海軍の改革を行い、南アフリカでは南アフリカ連邦の成立を推進した。1882年から1895年までウォルマー子爵の儀礼称号を使用した。

## 生涯

### 生い立ち
初代セルボーン伯爵ラウンデル・パーマーと妻ローラ（Laura、1821年3月17日 – 1885年4月10日、第8代ウォルドグレイヴ伯爵ウィリアム・ウォルドグレイヴの娘）の息子として、1859年10月17日にメリルボーンのポートランド・プレイス20号で生まれ、ランガム・プレイスの諸聖人教会で洗礼を受けた。テンプル・グローヴ・スクールに通った後、1873年から1878年までウィンチェスター・カレッジで教育を受け、1878年10月12日にオックスフォード大学ユニヴァーシティ・カレッジに入学、1882年に歴史学でB.A.の第一級優等学位（first-class honours）を修得した。このようにオックスフォードでの成績はよかったが、セルボーン自身が後年回想したところでは「狩猟、トランプ、クリケット、テニス、いたずらはやったが、政治には関わらなかった」という。
1879年5月20日、ハンプシャー民兵隊の少尉に任命された。1881年3月23日、中尉に昇進した。チルダース改革によりハンプシャー民兵隊がハンプシャー連隊第3大隊に組み込まれた後、1885年7月29日に大尉に昇進した。1895年4月29日、少佐に昇進した。中佐に昇進したのち、1899年8月16日に大佐の名誉階級（名誉隊長）を与えられた。1904年4月21日に名誉隊長を退任したが、名誉階級は保持した。このほか、ハンプシャーの治安判事も務めた。

### 庶民院議員
1882年から1885年まで陸軍大臣（1882年に財務大臣に転任）ヒュー・チルダースの秘書官補（assistant private secretary）を務めて政治について学んだ後、1885年イギリス総選挙で自由党候補として1人区のピーターズフィールド選挙区から出馬、3,414票を得て当選した。1886年1月に首相ウィリアム・グラッドストンがアイルランド自治法案を提出すると、ウォルマー子爵はアイルランド自治に反対して自由統一党に移り、同年の総選挙で3,188票を得て再選した。もっとも、ウォルマーは第1次ソールズベリー侯爵内閣が総辞職するきっかけになった採決に賛成し、選挙ではグラッドストン派の支持を受け、保守党から敵対された。
自由統一党に転じた後は同党の院内幹事を務め、1892年イギリス総選挙ではエディンバラ・ウェスト選挙区に鞍替えして、3,728票で再選した。鞍替えした理由は1886年の選挙で自身を支持したグラッドストン派自由党と敵対したくなかったためだった。
1895年5月4日に父が死去すると、セルボーン伯爵位を継承した。しかし、貴族院への議会招集令状を申請するつもりがないとして、5月13日に庶民院の会議に出席しようとし、決定が委員会に付された。委員会は5月21日に爵位継承により庶民院議員を退任したとする結論を出し、セルボーンは8月13日に貴族院議員に就任した。セルボーンと友人セントジョン・ブロドリック閣下（ミドルトン子爵位の法定推定相続人）はかねてよりこの行動を試すと合意しており、先に父を亡くした人が実施に移るとした。

### 本国での官職就任
1895年6月に自由党内閣であるローズベリー伯爵内閣が倒れると、セルボーンは植民地省政務次官に任命され、1900年まで務めた。この時期の植民地大臣はジョゼフ・チェンバレンであり、イギリスはアメリカ合衆国とはベネズエラ合衆国をめぐる紛争、ポルトガル王国とはアフリカ分割をめぐる紛争、フランス第三共和政とはタイ王国とナイル川上流の植民地をめぐる紛争をかかえており、さらに南アフリカが第二次ボーア戦争勃発直前という難局であり、それまで僻地をとみなされた植民地省は今や大英帝国の重鎮となった。セルボーンは政務次官として内閣と南アフリカ高等弁務官アルフレッド・ミルナーの連絡役を務め、ミルナーによるイギリスの国益を守る行動を擁護しつつ、衝動的な行動をなだめた。
1900年10月27日、海軍卿への就任を打診された。11月12日に枢密顧問官に任命された後、16日に海軍卿に任命された。海軍卿としてサー・ジョン・フィッシャーとともに海軍の訓練を近代化し、単一巨砲のドレッドノート号の建造を推進した。2人は1901年4月にはじめて会い、セルボーンはフィッシャーの知識と機転に感服してフィッシャーを第二海軍卿（1902年）、ついで第一海軍卿（1904年）に登用、フィッシャーはセルボーンの監督のもと改革を進めた。
この時代のイギリスは海軍政策として「二国標準主義」を採用しており、1900年以降に大日本帝国とドイツ帝国が建艦競争に参入すると二国標準主義の圧力はさらに強くなった。セルボーンは同盟国を探す必要性を感じ、ドイツを検討したのち日本との同盟締結に賛成した。軍艦の配置においてもドイツの脅威に備えるべく、北海に集中させた。

### 南アフリカにて
1905年2月、セルボーンは説得を受けて海軍卿を退任、南アフリカに向かうこととなった。3月17日に聖マイケル・聖ジョージ勲章ナイト・グランド・クロスを授与された後、4月5日にオレンジ川植民地総督、トランスヴァール植民地総督、南アフリカ高等弁務官に任命された。ミルナー（1902年よりミルナー子爵）の後任として就任しており、5月にトランスヴァール植民地の首府プレトリアに到着した。
着任した時期は南アフリカ諸植民地の自治への転換期であったが、12月に本国で政権交代があり、与党になった自由党はすぐさまトランスヴァールとオレンジ川植民地に自治を与えることを決定した。1906年12月にトランスヴァール植民地の自治が実施されたとき、セルボーンはトランスヴァール総督に再任された。1907年6月にオレンジ川植民地の自治が実施されると、セルボーンはオレンジ川植民地総督を退任した。同年にはトランスヴァール、オレンジ川、ケープ植民地、ナタール植民地の統合を提唱した。1909年7月20日、ガーター勲章を授与された。1910年4月に南アフリカを離れ、南アフリカ連邦の成立直前である1910年5月に植民地での官職から退任した。『ブリタニカ百科事典第11版』（1911年）はセルボーンを「ミルナー子爵に次ぐ、イギリスの帝国主義に関する実務経験を持つ人物、かつすべての党派に尊敬される人物」と評価し、さらに1907年1月7日に本国へ送られたセルボーン覚書（Selborne Memorandum、南アフリカの経済と政治への論評）も高く評価した。この覚書は1907年7月に出版された。
ジョージ5世即位後の1910年6月11日、枢密顧問官に再任された。1911年6月22日のジョージ5世と王妃メアリーの戴冠式では南アフリカ連邦の旗を持つ役割だった。1910年にケンブリッジ大学より名誉法学博士号（LL.D.）を授与され、1911年にオックスフォード大学よりD.C.L.の名誉学位を授与された。このほか、1904年にウィンチェスター・カレッジのフェローに選出され、1920年から1925年まで理事長（Warden）を務めた。

### 自由統一党の有力者として
帰国後は自由統一党の一員として、党内の関税改革（保護貿易の実施）と帝国特恵体制を支持した。1911年議会法の審議では強硬に反対し、貴族院の権限を守ろうとした一方、憲法に関する事柄の決定を国民投票に付すことに賛成し、アイルランド自治問題についてはアルスター地方の合同派、アイルランド独立派、大英帝国の主張を融和する手段としてアイルランドとの連邦制を支持した。また女性参政権についても1910年より賛成した。
第一次世界大戦をめぐり、1914年8月の宣戦布告は甘受したものの、すぐにハーバート・ヘンリー・アスキスによる戦争指導に不満を感じるようになった。もっとも、1915年5月に内閣が連立内閣を打診したとき、セルボーンも入閣に同意して。、5月27日に農漁庁長官に任命され、1916年4月のイースター蜂起後の交渉をみて1916年6月に辞任した。セルボーンはF・S・オリヴァーとともに、アイルランドで南アフリカと同じような連邦制を採用すべきと主張して、説得して回ったが失敗に終わった。
1917年に復興委員会（reconstruction committee）の農業政策小委員会（agricultural policy subcommittee）の会長に任命され、1919年にモンタギュー＝ケルムズフォード報告書で勧告されたインド帝国政府の改革を実施するための両院合同委員会の会長に選出された。その一方で首相デビッド・ロイド・ジョージを嫌い、インド総督、アイルランド総督への就任、侯爵への昇叙をすべて拒否し、1921年に締結された英愛条約も嫌悪した。

### 晩年
1940年10月、繰上勅書により従属爵位であるセルボーン男爵位を長男ラウンデル・セシルに譲った。
1942年2月26日にロンドンの自宅で死去、28日にサウサンプトン州ブラックムーア（現ハンプシャー州内）にある家族墓地に埋葬された。長男ラウンデル・セシルが爵位を継承した。

## 著作
- A Review of the Present Mutual Relations of the British South African Colonies (英語). 1907. - いわゆる「セルボーン覚書」
- The Earl of Selborne (1913). The State and the Citizen (英語). London and New York: Frederick Warne and Co.
- Selborne, William Waldegrave Palmer, Earl of (1987). Boyce, George (ed.). The Crisis of British Unionism: The Domestic Political Papers of the Second Earl of Selborne, 1885–1922 (英語). London: The Historians' Press. ISBN 0-9508900-2-2。 - セルボーン伯爵の文書集

## 家族

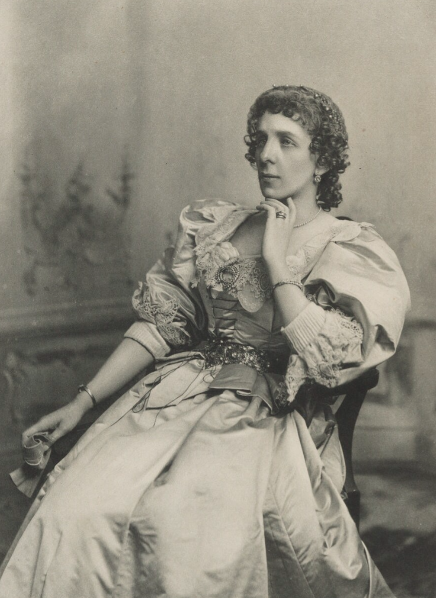
セルボーン伯爵夫人、1897年撮影。

1883年10月27日、ビアトリクス・モード・ガスコイン＝セシル（1858年4月11日 – 1950年4月27日、イギリスの首相第3代ソールズベリー侯爵ロバート・ガスコイン＝セシルの娘）と結婚、3男1女をもうけた。
- メイベル・ローラ・ジョージアナ（Mabel Laura Georgiana、1884年10月6日 – 1958年7月15日） - 1906年6月16日、第5代グレイ伯爵チャールズ・グレイ（英語版）と結婚[26][27]
- ラウンデル・セシル（英語版）（1887年4月15日 – 1971年9月3日） - 第3代セルボーン伯爵[1][24]
- ロバート・スタッフォード・アーサー（英語版）（1888年9月26日 – 1916年1月21日） - 第一次世界大戦のメソポタミア戦役（英語版）で戦死[25]
- ウィリアム・ジョスリン・ルイス（William Jocelyn Lewis、1894年9月15日 – 1971年6月6日） - 1922年5月13日、ドロシー・セシリー・シビル・ローダー（Dorothy Cicely Sybil Loder、1896年9月11日 – 1986年、ジェラルド・ウォルター・アースキン・ローダーの娘）と結婚、子供あり[25][28]